# Retablo de santa Úrsula y las once mil vírgenes
El Retablo de santa Úrsula y las once mil vírgenes es una pintura al temple y óleo sobre tabla obra de Juan Rexach realizada en 1468 para la capilla de Santa Úrsula de la iglesia del monasterio de Santa María de Poblet (Vimbodí, Tarragona). Actualmente se conserva en el Museo Nacional de Arte de Cataluña en Barcelona.

## Autor
La muerte del pintor Jacomart, acaecida en 1461, otorgó de nuevo un papel capital a Juan Rexach en el ámbito valenciano, que perduró hasta la década de 1480. Más allá, y hasta los inicios del siglo XVI, también fueron reconocidos los miembros del taller que le asistieron en el cometido de los numerosos pedidos. Martín Torner, Pedro Terrencs, Joan Barceló y el Maestro de Presepio, sintetizan buena parte de los modelos y de las pautas estilísticas de los pintores primitivos flamencos cultivadas por Joan Reixac en Valencia.
En el arte hecho por Reixac una vez muerto Jacomart es donde hay que emplazar su pintura de la década de 1460, una producción de calidad como se puede observar en obras como en este «retablo de santa Úrsula», firmado por el pintor en 1468 y destinada al Monasterio de Poblet, pero procedente de Cubells, y el  Retablo de la Epifanía , también en el MNAC, financiado en 1469 por Guillem Joan «de la familia Juanes».

## Descripción
El conjunto está presidido por santa Úrsula e incluye las escenas de la Crucifixión y la Virgen rodeada de ángeles, con san Bernardo de Claraval que le presenta al comitente de la obra, las tres están situadas en la calle central, mientras que en las calles laterales se disponen seis escenas de la vida, el martirio y los milagros de la santa titular y sus compañeras. En la predela y el guardapolvo se incluyen las representaciones de varios santos alternados, en este último caso, con escudos del linaje de los Mur.